# Gilberto Moraes Júnior
Gilberto Moraes Júnior, noto semplicemente come Gilberto (Campinas, 7 marzo 1993), è un calciatore brasiliano, difensore del Bahia.

## Caratteristiche tecniche
Può giocare come terzino destro o come esterno destro o talvolta anche a sinistra in un centrocampo a 5 o a 4. Bravo nella fase di spinta, le sue qualità migliori sono la velocità e il dribbling al quale abbina un buon piede destro sfornando ottimi cross per i compagni.

## Carriera

### Club

#### Botafogo e il prestito all'Internacional
Gilberto cresce nelle giovanili del Botafogo. Vince il campionato Juniores con il club bianconero, nel 2011, per poi aggiudicarsi il Campionato Carioca nel 2013, con la squadra maggiore. L'anno successivo passa in prestito all'Internacional di Porto Alegre, dove esplode definitivamente ed è protagonista nella vittoria del Campionato Gaúcho e nel terzo posto nella Serie A brasiliana. Torna dunque al Botafogo, nel frattempo retrocesso in B, ed è tra i più positivi nell'inizio di campionato del 2015. 
Termina la sua esperienza brasiliana contando, tra tutte le competizioni, rispettivamente 28 presenze ed un gol con l'Internacional, 50 presenze ed una rete con la maglia del Botafogo.

#### Fiorentina
Il 22 luglio 2015 passa a titolo definitivo dal Botafogo alla Fiorentina per 2 milioni di euro con cui firma un contratto quadriennale. Esordisce in maglia viola il 23 agosto nella partita di campionato contro il Milan vinta 2-0.

#### Verona e Latina
Il 1º febbraio 2016 passa in prestito al Verona.
Nel semestre in Veneto totalizza soltanto 5 presenze, motivo per cui, la stagione successiva, il 30 agosto 2016, viene ufficializzato il suo trasferimento a titolo temporaneo al Latina, militante in Serie B.

#### Vasco da Gama e Fluminense
Il 31 gennaio 2017 passa in prestito fino al 31 dicembre 2017 al Vasco da Gama. Il 29 dicembre 2017 viene ufficializzata la cessione a titolo temporaneo alla Fluminense. Il 26 dicembre 2019 viene acquistato a titolo definitivo dalla Fluminense.

#### Benfica e Bahia
L'8 agosto 2020 si trasferisce al Benfica, con cui firma un quinquennale; mentre tre stagioni dopo, il 9 luglio 2023, torna in patria al Bahia a titolo definitivo.

### Nazionale
Viene convocato nelle giovanili verdeoro, dove è protagonista nella vittoria del Torneo di Tolone nel 2014 con l'U21 brasiliana. Nel 2015 è impegnato nei Giochi Panamericani con l'Under 22 verdeoro.

## Statistiche

### Presenze e reti nei club
Statistiche aggiornate al 7 dicembre 2023.
| Stagione            | Squadra           | Campionato        | Campionato | Campionato | Coppe nazionali | Coppe nazionali | Coppe nazionali | Coppe continentali | Coppe continentali | Coppe continentali | Altre coppe | Altre coppe | Altre coppe | Totale | Totale |
| Stagione            | Squadra           | Comp              | Pres       | Reti       | Comp            | Pres            | Reti            | Comp               | Pres               | Reti               | Comp        | Pres        | Reti        | Pres   | Reti   |
| ------------------- | ----------------- | ----------------- | ---------- | ---------- | --------------- | --------------- | --------------- | ------------------ | ------------------ | ------------------ | ----------- | ----------- | ----------- | ------ | ------ |
| 2011                | Botafogo          | CC                | 1          | 0          |                 | -               | -               |                    | -                  | -                  |             | -           | -           | 1      | 0      |
| 2012                | Botafogo          | A                 | 2          | 0          |                 | -               | -               |                    | -                  | -                  |             | -           | -           | 2      | 0      |
| 2013                | Botafogo          | A+CC              | 12+4       | 0          | CB              | 4               | 0               |                    | -                  | -                  |             | -           | -           | 20     | 0      |
| 2014                | Internacional     | A+CG              | 14+9       | 0+1        | CB              | 4               | 0               | CS                 | 1                  | 0                  |             | -           | -           | 28     | 1      |
| 2015                | Botafogo          | B+CC              | 9+18       | 0+1        | CB              | 0               | 0               |                    | -                  | -                  |             | -           | -           | 27     | 1      |
| Totale Botafogo     | Totale Botafogo   | Totale Botafogo   | 46         | 1          |                 | 4               | 0               |                    |                    |                    |             |             |             | 50     | 1      |
| 2015-gen. 2016      | Fiorentina        | A                 | 5          | 0          | CI              | 0               | 0               | UEL                | 2                  | 0                  |             | -           | -           | 7      | 0      |
| gen.-giu. 2016      | Verona            | A                 | 5          | 0          | CI              | -               | -               | -                  | -                  | -                  | -           | -           | -           | 5      | 0      |
| ago. 2016-gen. 2017 | Latina            | B                 | 9          | 0          | CI              | -               | -               | -                  | -                  | -                  | -           | -           | -           | 9      | 0      |
| 2017                | Vasco da Gama     | A+CC              | 26+12      | 0+0        | CB              | 2               | 0               |                    | -                  | -                  |             | -           | -           | 40     | 0      |
| 2018                | Fluminense        | A+CC              | 15+12      | 3+1        | CB              | 1               | 2               | CS                 | 3                  | 0                  |             |             |             | 31     | 6      |
| 2019                | Fluminense        | A+CC              | 31+6       | 0+1        | CB              | 4               | 1               | CS                 | 5                  | 0                  |             |             |             | 46     | 2      |
| 2020                | Fluminense        | CC                | 13         | 3          | CB              | -               | -               | CS                 | 2                  | 0                  |             |             |             | 15     | 3      |
| Totale Fluminense   | Totale Fluminense | Totale Fluminense | 77         | 8          |                 | 5               | 3               |                    | 10                 | 0                  |             |             |             | 92     | 11     |
| 2020-2021           | Benfica           | PL                | 25         | 0          | CP+CdL          | 1+4             | 0+0             | UEL                | 4                  | 0                  | SP          | 1           | 0           | 35     | 0      |
| 2021-2022           | Benfica           | PL                | 21         | 2          | CP+CdL          | 0+2             | 0+0             | UCL                | 12                 | 2                  |             | -           | -           | 35     | 4      |
| 2022-2023           | Benfica           | PL                | 20         | 2          | CP+CdL          | 3+3             | 1+0             | UCL                | 9                  | 1                  |             | -           | -           | 35     | 4      |
| Totale Benfica      | Totale Benfica    | Totale Benfica    | 66         | 4          |                 | 13              | 1               |                    | 25                 | 3                  |             | 1           | 0           | 105    | 8      |
| 2023                | Bahia             | A                 | 21         | 1          | CB              | 0               | 0               |                    | -                  | -                  | -           | -           | -           | 21     | 1      |
| Totale carriera     | Totale carriera   | Totale carriera   | 290        | 15         |                 | 28              | 4               |                    | 38                 | 3                  |             | 1           | 0           | 357    | 22     |

### Cronologia delle presenze e reti in Nazionale
| Cronologia completa delle presenze e delle reti in nazionale ― Brasile under 20 | Cronologia completa delle presenze e delle reti in nazionale ― Brasile under 20 | Cronologia completa delle presenze e delle reti in nazionale ― Brasile under 20 | Cronologia completa delle presenze e delle reti in nazionale ― Brasile under 20 | Cronologia completa delle presenze e delle reti in nazionale ― Brasile under 20 | Cronologia completa delle presenze e delle reti in nazionale ― Brasile under 20 | Cronologia completa delle presenze e delle reti in nazionale ― Brasile under 20 | Cronologia completa delle presenze e delle reti in nazionale ― Brasile under 20 |
| Data                                                                            | Città                                                                           | In casa                                                                         | Risultato                                                                       | Ospiti                                                                          | Competizione                                                                    | Reti                                                                            | Note                                                                            |
| ------------------------------------------------------------------------------- | ------------------------------------------------------------------------------- | ------------------------------------------------------------------------------- | ------------------------------------------------------------------------------- | ------------------------------------------------------------------------------- | ------------------------------------------------------------------------------- | ------------------------------------------------------------------------------- | ------------------------------------------------------------------------------- |
| 1-6-2014                                                                        | Avignone                                                                        | Brasile under 20                                                                | 5 – 2                                                                           | Francia under 20                                                                | Torneo di Tolone 2014                                                           | -                                                                               |                                                                                 |
| 26-5-2014                                                                       | Saint-Raphaël                                                                   | Inghilterra under 20                                                            | 1 – 2                                                                           | Brasile under 20                                                                | Torneo di Tolone 2014                                                           | -                                                                               | 54’                                                                             |
| 24-5-2014                                                                       | Hyères                                                                          | Brasile under 20                                                                | 2 – 1                                                                           | Colombia under 20                                                               | Torneo di Tolone 2014                                                           | -                                                                               |                                                                                 |
| 22-5-2014                                                                       | Tolone                                                                          | Brasile under 20                                                                | 2 – 0                                                                           | Corea del Sud under 20                                                          | Torneo di Tolone 2014                                                           | -                                                                               |                                                                                 |
| Totale                                                                          |                                                                                 | Presenze                                                                        | 4                                                                               |                                                                                 | Reti                                                                            | 0                                                                               |                                                                                 |

| Cronologia completa delle presenze e delle reti in nazionale ― Brasile under 22 | Cronologia completa delle presenze e delle reti in nazionale ― Brasile under 22 | Cronologia completa delle presenze e delle reti in nazionale ― Brasile under 22 | Cronologia completa delle presenze e delle reti in nazionale ― Brasile under 22 | Cronologia completa delle presenze e delle reti in nazionale ― Brasile under 22 | Cronologia completa delle presenze e delle reti in nazionale ― Brasile under 22 | Cronologia completa delle presenze e delle reti in nazionale ― Brasile under 22 | Cronologia completa delle presenze e delle reti in nazionale ― Brasile under 22 |
| Data                                                                            | Città                                                                           | In casa                                                                         | Risultato                                                                       | Ospiti                                                                          | Competizione                                                                    | Reti                                                                            | Note                                                                            |
| ------------------------------------------------------------------------------- | ------------------------------------------------------------------------------- | ------------------------------------------------------------------------------- | ------------------------------------------------------------------------------- | ------------------------------------------------------------------------------- | ------------------------------------------------------------------------------- | ------------------------------------------------------------------------------- | ------------------------------------------------------------------------------- |
| 16-7-2015                                                                       | Hamilton                                                                        | Perù under 22                                                                   | 0 – 4                                                                           | Brasile under 22                                                                | Giochi panamericani                                                             | -                                                                               | 79’ 90’                                                                         |
| 20-7-2015                                                                       | Hamilton                                                                        | Brasile under 22                                                                | 3 – 3                                                                           | Panama under 22                                                                 | Giochi panamericani                                                             | -                                                                               |                                                                                 |
| 23-7-2015                                                                       | Hamilton                                                                        | Brasile under 22                                                                | 1 – 2                                                                           | Uruguay under 22                                                                | Giochi panamericani                                                             | -                                                                               | 88’                                                                             |
| 25-7-2015                                                                       | Hamilton                                                                        | Brasile under 22                                                                | 3 – 1                                                                           | Panama under 22                                                                 | Giochi panamericani                                                             | -                                                                               | 67’ 71’                                                                         |
| Totale                                                                          |                                                                                 | Presenze                                                                        | 4                                                                               |                                                                                 | Reti                                                                            | 0                                                                               |                                                                                 |

## Palmarès

### Nazionale

#### Competizioni giovanili
- Torneo di Tolone: 1

Edizione 2014
- Giochi panamericani: 1

Toronto 2015

### Club

#### Competizioni giovanili
- Campionato Juniores: 1

Botafogo: 2011
- Primeira Liga: 1

Benfica: 2023

#### Competizioni statali
- Campionato Carioca: 1

Botafogo: 2013
- Campionato Gaúcho: 1

Internacional: 2014
- Taça Rio: 1

Fluminense: 2020
- Campionato Baiano: 1

Bahia: 2025